# Maison de Bora Stanković à Vranje
La maison de Bora Stanković à Vranje (en serbe cyrillique : Кућа Борислава Станковића у Врању ; en serbe latin : Kuća Borislava Stankovića u Vranju) se trouve à Vranje, dans le district de Pčinja, en Serbie. Elle est inscrite sur la liste des monuments culturels de grande importance de la république de Serbie (identifiant no SK 293),,.
La maison est située 9 rue Baba Zlatina, une rue qui figure sur la liste des entités spatiales historico-culturelles de grande importance de la république de Serbie.

## Présentation
La maison a vu naître l'écrivain Borisav Stanković, connu sous le nom de Bora Stanković (1876-1927),.
Elle est constituée de quatre parties avec un porche ouvert et un doksat sous lequel se trouve l'entrée du sous-sol,. Elle est construite selon la technique des colombages avec un remplissage de boue et de paille mêlées ; son toit est recouvert de tuiles,. Par son style, elle apparaît comme une variante développée de la maison moravienne qui a vu le jour dans les villes de la région du Pomoravlje et de l'est de la Serbie et elle constitue un témoignage précieux de l'architecture traditionnelle du pays,.

## Musée
La maison abrite aujourd'hui un musée qui dépend du musée national de Vranje.

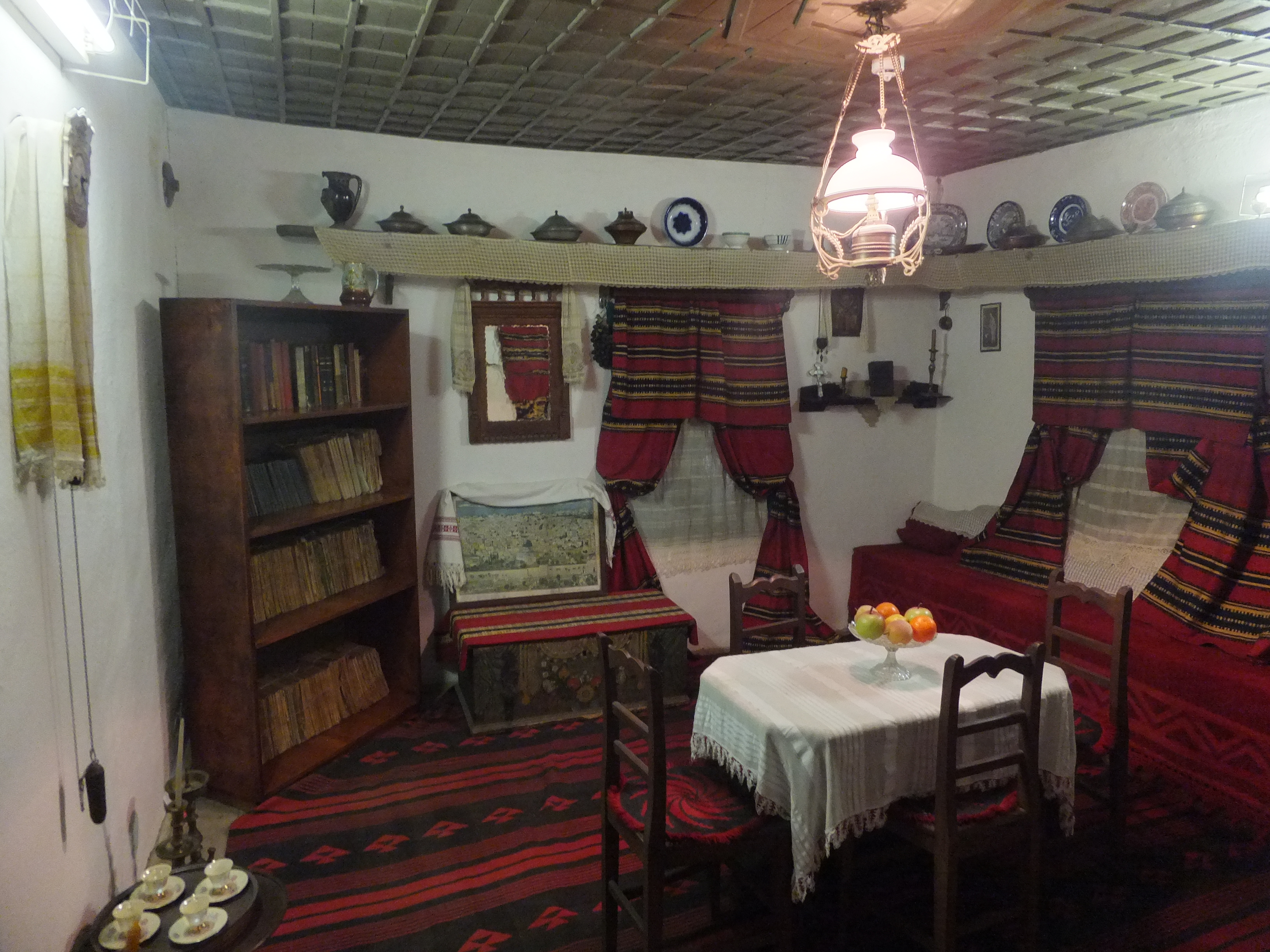
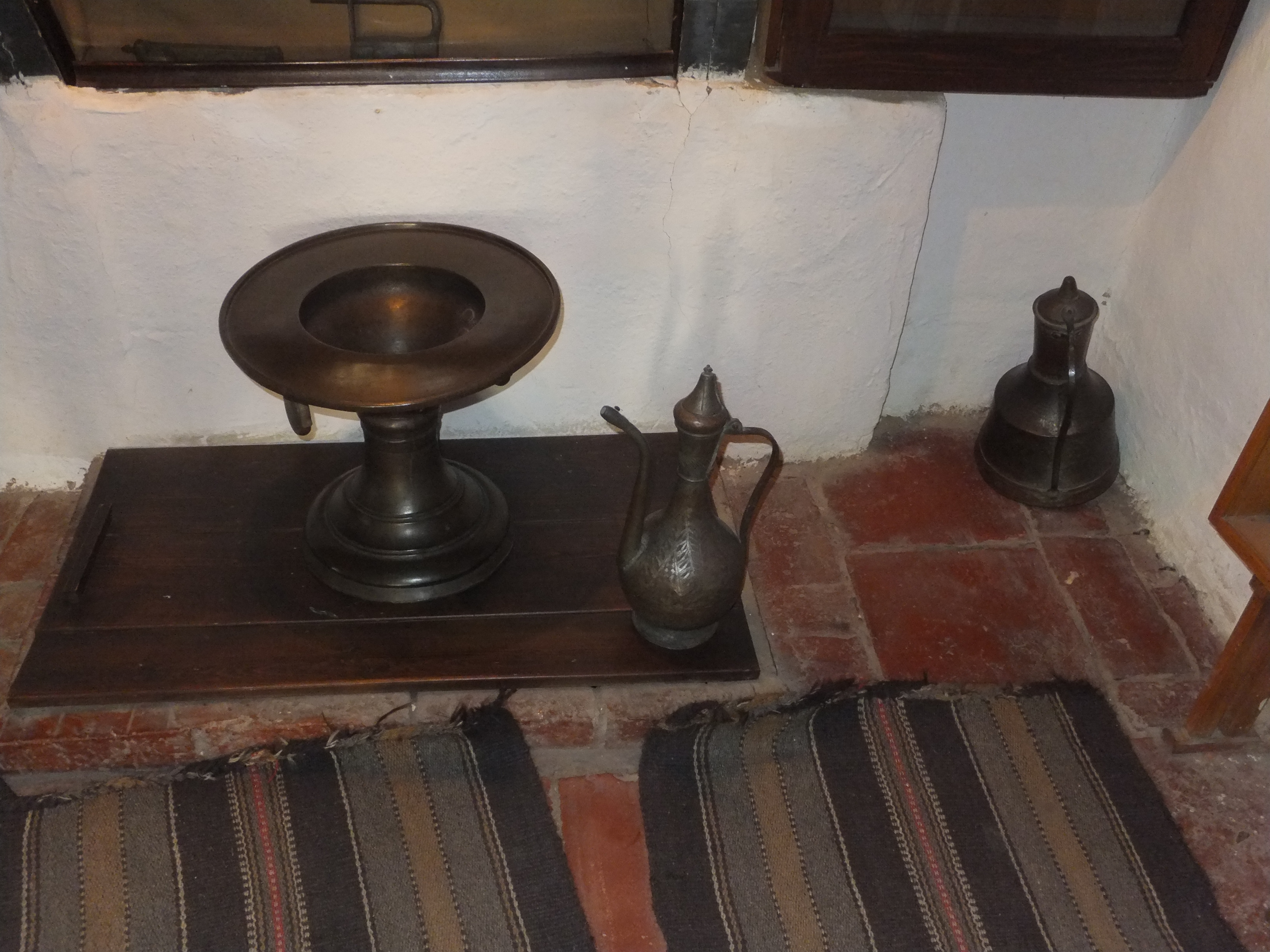
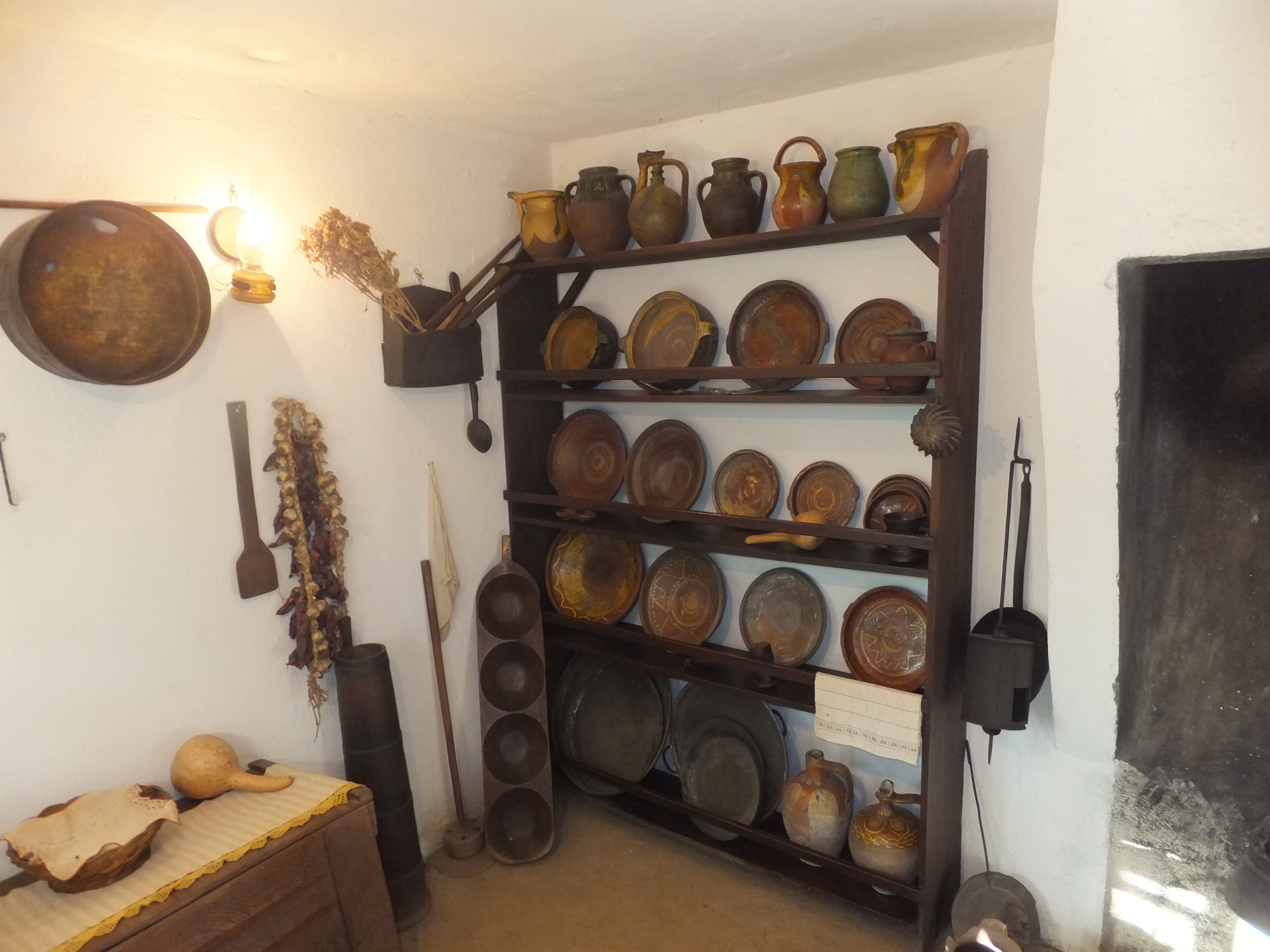
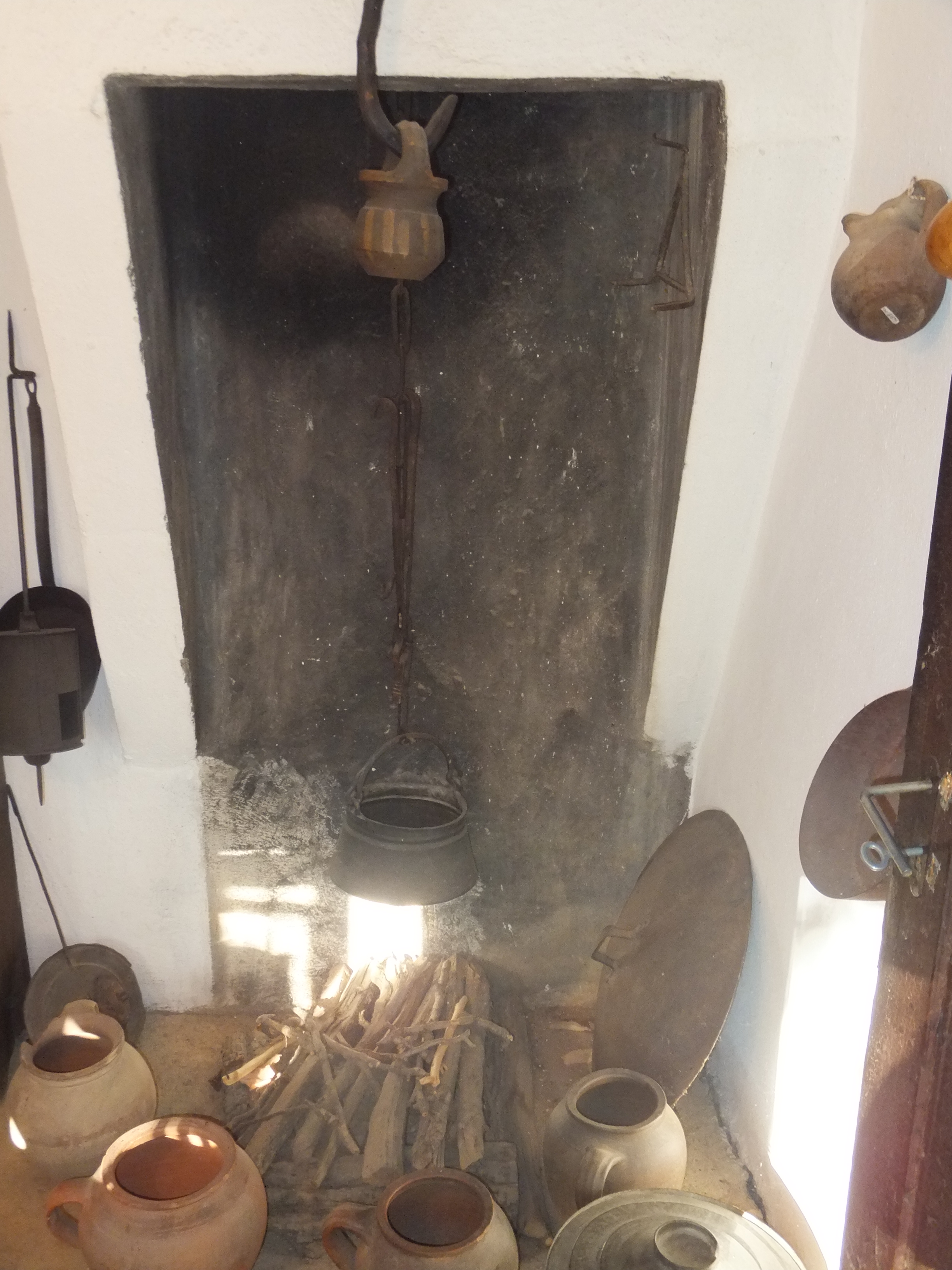